# Brekkestø
Brekkestø is een dorp in fylke Agder in het zuiden van Noorwegen. De nederzetting ontstond bij de buitenhaven die hier aan de scherenkust was in de 17e eeuw. Het was een haven die beschermd was tegen Nederlandse piraten en kapers. In de 18e en 19e eeuw was Brekkestø de belangrijkste winterhaven aan de Noorse zuidkust voor de grote zeilschepen van die tijd. Soms moesten deze schepen maandenlang wachten op een voor de zeilvaart gunstige wind en het verdwijnen van ijsgang. In de winter van 1862 lagen er 92 zeilschepen in de haven, die moesten wachten tot de ijsgang minderde. De havenfunctie zorgde voor veel bedrijvigheid: winkels, herbergen en dergelijke.
De plaats ligt op het eiland Justøy en maakt deel uit van de gemeente Lillesand.
Brekkestø heeft zijn oorspronkelijke aanzien goed bewaard en is mede daardoor tegenwoordig een populaire vakantiebestemming.